# Eastern Hutt (rivière)
Pour les articles homonymes, voir Hutt.
La rivière Eastern Hutt  (en anglais : Eastern Hutt River) est un cours d’eau de l’Île du nord de la Nouvelle-Zélande.

## Géographie
Elle s’écoule vers le sud-ouest à partir de la chaîne de Tararua pour se joindre avec la rivière Western Hutt et devient le fleuve Hutt, un cours d’eau majeur du sud de l’Île du Nord.